# VSO型
VSO型（VSOがた）とは、文を作るときに、動詞（Verb）- 主語（Subject）- 目的語（Object）の語順をとる言語のこと。
例：「食べた サム オレンジ」（サムはオレンジを食べた）
言語類型論による調査ではVSO型は世界の言語の約18％であるとされる。代表的な言語にアラビア語がある他、ヘブライ語、ヨーロッパではゲール語・ウェールズ語・ブルトン語、東南アジアではパンガシナン語・タガログ語・セブアノ語などのオーストロネシア語族の多くの言語があげられる。